# Episodi di R. L. Stine's The Haunting Hour (seconda stagione)
La seconda stagione della serie televisiva R. L. Stine's The Haunting Hour è stata trasmessa dal canale televisivo statunitense The Hub dal 1º ottobre 2011 al 4 febbraio 2012.
| nº | Titolo originale               | Titolo italiano | Prima TV USA     | Prima TV Italia |
| -- | ------------------------------ | --------------- | ---------------- | --------------- |
| 1  | Creature Feature: Part 1       |                 | 1º ottobre 2011  |                 |
| 2  | Creature Feature: Part 2       |                 | 8 ottobre 2011   |                 |
| 3  | Swarmin' Norman                |                 | 15 ottobre 2011  |                 |
| 4  | Flight                         |                 | 22 ottobre 2011  |                 |
| 5  | Pumpkinhead                    |                 | 29 ottobre 2011  |                 |
| 6  | Brush with Madness             |                 | 5 novembre 2011  |                 |
| 7  | Sick                           |                 | 12 novembre 2011 |                 |
| 8  | Mascot                         |                 | 19 novembre 2011 |                 |
| 9  | Bad Feng Shui                  |                 | 26 novembre 2011 |                 |
| 10 | The Hole                       |                 | 3 dicembre 2011  |                 |
| 11 | Scarecrow                      |                 | 10 dicembre 2011 |                 |
| 12 | Dreamcatcher                   |                 | 17 dicembre 2011 |                 |
| 13 | The Most Evil Sorcerer: Part 1 |                 | 7 gennaio 2012   |                 |
| 14 | The Most Evil Sorcerer: Part 2 |                 | 7 gennaio 2012   |                 |
| 15 | Stage Fright                   |                 | 14 gennaio 2012  |                 |
| 16 | Night of the Mummy             |                 | 21 gennaio 2012  |                 |
| 17 | Headshot                       |                 | 28 gennaio 2012  |                 |
| 18 | The Return of Lilly D          |                 | 4 febbraio 2012  |                 |